# Oakford (Indiana)
Oakford è una comunità non incorporata degli Stati Uniti d'America nello Stato dell'Indiana.

## Storia
Oakford fu fondata nel 1852 e originariamente si chiamava Fairfield ma venne rinominato Oakford nel 1854.